# Municipio de Spring Creek (condado de Elk)
El municipio de Spring Creek (en inglés, Spring Creek Township) es un municipio del condado de Elk, Pensilvania, Estados Unidos. Tiene una población estimada, a mediados de 2021, de 198 habitantes.

## Geografía
Está ubicado en las coordenadas 41°23′55″N 78°52′2″O / 41.39861, -78.86722.

## Demografía
Según la Oficina del Censo, en 2000 los ingresos medios de los hogares eran de $25,179 y los ingresos medios de las familias eran de $31,250. Los hombres tenían ingresos medios por $22,159 frente a los $19,583 que percibían las mujeres. Los ingresos per cápita eran de $15,383. Alrededor del 4.2% de la población estaba por debajo del umbral de pobreza.
De acuerdo con la estimación 2016-2020 de la Oficina del Censo, los ingresos medios de los hogares son de $45,445 y los ingresos medios de las familias eran de $37,500. Alrededor del 18.6% de la población está por debajo del umbral de pobreza.